# آرامگاه خواجه غلطان
آرامگاه خواجه غلطان، مهم‌ترین زیارتگاه شهرستان هامون بخش تیمورآباد دهستان کوه خواجه می‌باشد. زائرین زیادی از مردم منطقه در ایام نوروز از این مکان دیدن می‌کنند. این بنا در رأس کوه خواجه و در جبهه شمال شرقی به شکل مستطیل ساخته شده‌است و شامل سردر ورودی با طاق تیزه دار و یک اتاق گنبد دار می‌باشد.
درون این اتاق قبری بزرگ به طول ۳ متر دیده می‌شود. در کتاب احیاالملوک شاه حسین سیستانی، آرامگاه مذکور را متعلق به برادر دانیال نبی نسبت می‌دهد.